# RCN1
RCN1 (англ. Reticulocalbin 1) — білок, який кодується однойменним геном, розташованим у людей на короткому плечі 11-ї хромосоми. Довжина поліпептидного ланцюга білка становить 331 амінокислот, а молекулярна маса — 38 890.
| 10         |  | 20         |  | 30         |  | 40         |  | 50         |
| ---------- |  | ---------- |  | ---------- |  | ---------- |  | ---------- |
| MARGGRGRRL |  | GLALGLLLAL |  | VLAPRVLRAK |  | PTVRKERVVR |  | PDSELGERPP |
| EDNQSFQYDH |  | EAFLGKEDSK |  | TFDQLTPDES |  | KERLGKIVDR |  | IDNDGDGFVT |
| TEELKTWIKR |  | VQKRYIFDNV |  | AKVWKDYDRD |  | KDDKISWEEY |  | KQATYGYYLG |
| NPAEFHDSSD |  | HHTFKKMLPR |  | DERRFKAADL |  | NGDLTATREE |  | FTAFLHPEEF |
| EHMKEIVVLE |  | TLEDIDKNGD |  | GFVDQDEYIA |  | DMFSHEENGP |  | EPDWVLSERE |
| QFNEFRDLNK |  | DGKLDKDEIR |  | HWILPQDYDH |  | AQAEARHLVY |  | ESDKNKDEKL |
| TKEEILENWN |  | MFVGSQATNY |  | GEDLTKNHDE |  | L          |  |            |

A: Аланін

D: Аспарагінова кислота

E: Глутамінова кислота

F: Фенілаланін

G: Гліцин

H: Гістидин

I: Ізолейцин

K: Лізин

L: Лейцин

M: Метіонін

N: Аспарагін

P: Пролін

Q: Глутамін

R: Аргінін

S: Серин

T: Треонін

V: Валін

W: Триптофан

Кодований геном білок за функцією належить до фосфопротеїнів. 
Задіяний у такому біологічному процесі, як альтернативний сплайсинг. 
Білок має сайт для зв'язування з іонами металів, іоном кальцію. 
Локалізований у ендоплазматичному ретикулумі.